# Violence fasciste et antifasciste en Italie entre 1919 et 1926
Le royaume d'Italie a été le théâtre de troubles civils et de conflits politiques généralisés à la suite de la Première Guerre mondiale et de la montée du mouvement fasciste dirigé par Benito Mussolini, qui s'est opposé à la montée de la gauche internationale, en particulier de l'extrême gauche avec d'autres opposants au fascisme.

## Histoire
Les fascistes et les communistes se sont battus dans les rues au cours de cette période alors que les deux factions se disputaient le pouvoir en Italie. L'environnement politique, déjà tendu en Italie, a dégénéré en troubles civils importants lorsque les fascistes ont commencé à attaquer leurs rivaux, à compter du 15 avril 1919, lors de l'attaque des fascistes contre les locaux du journal du Parti socialiste italien Avanti!.
La violence grandit en 1921 avec des officiers de l'armée royale italienne qui commençaient à assister les fascistes dans leurs violences contre les communistes et les socialistes Alors que le mouvement fasciste se développe, des antifascistes de diverses allégeances politiques (mais généralement de la gauche internationaliste) se combinent pour former les Arditi del Popolo (milice du peuple) en 1921. Avec la menace d’une grève générale déclenchée par les anarchistes, les communistes et les socialistes, les fascistes ont lancé un coup d’État contre le gouvernement italien lors de la Marche sur Rome en 1922, qui a fait pression sur le Premier ministre Luigi Facta pour qu’il démissionne et a autorisé Mussolini à être nommé Premier ministre par le roi Victor Emmanuel III. Deux mois après que Mussolini ait pris ses fonctions de Premier ministre, des fascistes ont attaqué et tué des membres du mouvement ouvrier local à Turin lors de ce que l'on a appelé le massacre de 1922 à Turin. Le prochain acte de violence a été l'assassinat du député socialiste Giacomo Matteotti par le militant fasciste Amerigo Dumini en 1924. Un député fasciste, Armando Casalini, a été tué dans un tramway en représailles du meurtre de Matteotti par l'anti-fasciste Giovanni Corvi. Il s'est ensuivi une prise de contrôle fasciste du gouvernement italien et de multiples tentatives d'assassinat contre Mussolini en 1926, la dernière tentative ayant eu lieu le 31 octobre 1926. Le 9 novembre 1926, le gouvernement fasciste instaura des pouvoirs d'urgence qui aboutirent à l'arrestation de plusieurs antifascistes, dont le communiste Antonio Gramsci. Après cela, une opposition sérieuse au régime fasciste s'est effondrée.

## Source de traduction
- (en) Cet article est partiellement ou en totalité issu de l’article de Wikipédia en anglais intitulé « Fascist and anti-Fascist violence in Italy (1919–1926) » (voir la liste des auteurs).